# St. Martin (Kematen)

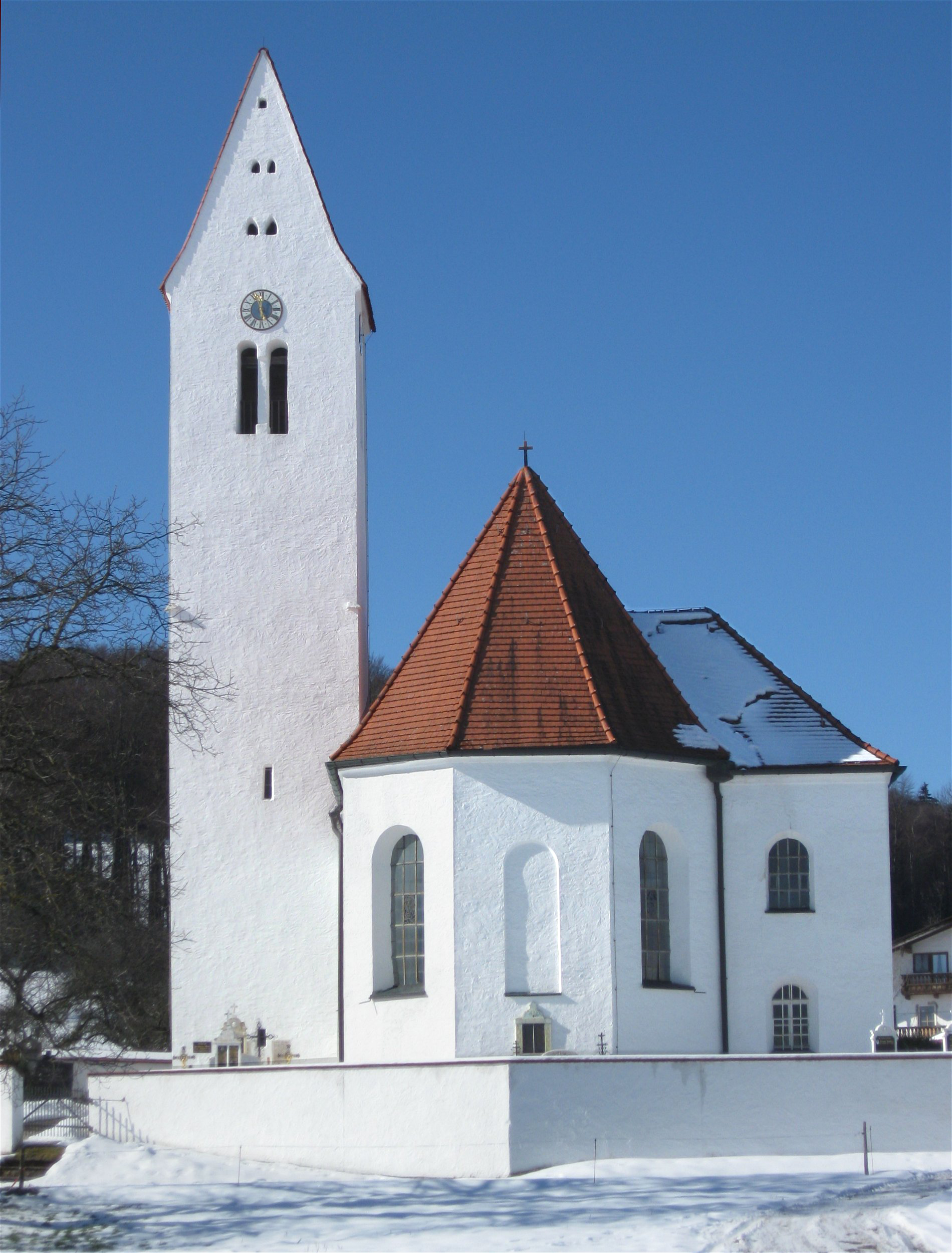
St. Martin in Kematen

Die römisch-katholische Pfarrkirche St. Martin steht in Kematen, einem Gemeindeteil von Bad Feilnbach im oberbayerischen Landkreis Rosenheim. Das Bauwerk ist in der Liste der Baudenkmäler in Bad Feilnbach als Baudenkmal unter der Nr. D-1-87-129-55 eingetragen. Die Kirche gehört zum Dekanat Rosenheim im Erzbistum München und Freising.

## Beschreibung
Die im Kern spätgotische Saalkirche wurde 1765 und 1814 barock umgestaltet. Sie besteht aus dem Langhaus, dem eingezogenen, dreiseitig geschlossenen Chor im Osten, der Sakristei mit einem darüberliegenden Oratorium an der Nordwand des Chors, dem Kirchturm an der Südwand des Langhauses und einem Vorbau im Westen mit dem Portal.
Der Innenraum des Langhauses ist mit einem Stichkappengewölbe überspannt, der des Chors mit einer Kappendecke. Das Fresko von 1888 im Langhaus zeigt die Mariä Himmelfahrt. Der Hochaltar stammt aus der Zeit um 1670.